# 贡溪镇
贡溪镇是中华人民共和国湖南省怀化市新晃侗族自治县下辖的一个乡镇级行政单位。

## 行政区划
贡溪乡下辖以下地区：
绍溪村、甘屯村、甘美村、天堂村、茂守村、上田村、贡溪村、四路村、碧林村、东溪村、铜鼓村、高寨村和田家村。

## 历史
1956年，贡溪乡设立。1961年改名“贡溪人民公社”。1984年恢复“贡溪乡”。2015年升格为“贡溪镇”。

## 地理
贡溪镇坐落在新晃侗族自治县南部，北面是扶罗镇，东西南三面都是贵州省天柱县，东北是中寨镇。
扶罗河流经贡溪镇。
最高峰是龙山，海拔1605米，第二高峰是板凳坡，海报626米。

## 交通
232省道北接扶罗镇，南至天柱县。